# Perasia textilis
Perasia textilis là một loài bướm đêm trong họ Noctuidae.